# Georg Streitberger
Georg Streitberger, né le 26 avril 1981 à Zell am See, est un skieur alpin autrichien, spécialiste des épreuves de vitesse (descente et super G).

## Carrière
L'Autrichien se distingue dans les catégories juniors en décrochant le titre mondial du slalom géant en 2000 au Québec. En 2002, il devient vice-champion d'Autriche du super G.
Il fait sa première apparition en Coupe du monde en mars 2000 à l'occasion d'un slalom géant organisé à Bormio (Italie). Dès lors contraint d'évoluer en Coupe d'Europe à cause de la densité de la wunderteam autrichienne, le skieur multiplie les podiums dans l'antichambre de la Coupe du monde. Il parvient même à remporter le classement particulier du super G en 2004 et 2006. Il effectue son retour parmi l'élite en décembre 2004 mais n'apparaît qu'occasionnellement entre cette date et le début de la saison 2006-2007. Il est dorénavant sélectionné davantage dans l'équipe nationale d'Autriche et signe ses premiers top-10 notamment sur des super G. Performant dans cette discipline au cours de l'hiver, il figure au 10e rang mondial final au classement de cette épreuve.
Le 2 mars 2008, le skieur autrichien obtient son premier podium en carrière en remportant le super G organisé à Kvitfjell en Norvège. Il devance à cette occasion l'Américain Bode Miller et le Suisse Didier Cuche. Il décroche deux autres victoires durant sa carrière : un deuxième super G en fin d'année 2010 et une descente à Kvitfjell en 2014. En 2013, auteur de deux podiums, il établit son meilleur classement général avec le 19e rang, tandis qu'il monte sur ses deux derniers podiums en 2014-2015.
En 2013, il participe à ses premiers Championnats du monde qui ont lieu à Schladming (Autriche), il obtient la 10e place du Super G. Lors de l'édition 2015, à Beaver Creek, il achève la descente au neuvième rang.
Il a pris part aux Jeux olympiques d'hiver de 2010 à Vancouver (17e du super G) et de 2014 à Sotchi (17e de la descente et 21e du super G).

## Palmarès

### Jeux olympiques
| Épreuve / Édition | Vancouver 2010 | Sotchi 2014 |
| Descente          | -              | 17e         |
| Super G           | 17e            | 21e         |
| Super combiné     | Abandon        | -           |

### Championnats du monde
| Épreuve / Édition | Schladming 2013 | Vail - Beaver Creek 2015 |
| Descente          | -               | 9e                       |
| Super G           | 10e             | -                        |

### Coupe du monde
- Meilleur classement général : 19e en 2013.
- 10 podiums, dont 3 victoires (2 en super G et 1 en descente).

#### Détail des victoires
| Édition / Épreuve | Descente  | Super G      | Total |
| 2008              |           | Kvitfjell    | 1     |
| 2011              |           | Beaver Creek | 1     |
| 2014              | Kvitfjell |              | 1     |
| Total             | 1         | 2            | 34    |

#### Classements en Coupe du monde
| Année/Classement | Année/Classement | Général | Général | Descente | Descente | Super G | Super G | Slalom géant | Slalom géant | Slalom | Slalom | Combiné | Combiné |
| ---------------- | ---------------- | ------- | ------- | -------- | -------- | ------- | ------- | ------------ | ------------ | ------ | ------ | ------- | ------- |
| Année/Classement | Année/Classement | Class.  | Points  | Class.   | Points   | Class.  | Points  | Class.       | Points       | Class. | Points | Class.  | Points  |
| 2005             | 2005             | 116e    | 18      | -        | -        | 36e     | 18      | -            | -            | -      | -      | -       | -       |
| 2007             | 2007             | 45e     | 181     | 39e      | 45       | 10e     | 136     | -            | -            | -      | -      | -       | -       |
| 2008             | 2008             | 33e     | 289     | 22e      | 114      | 11e     | 174     | -            | -            | -      | -      | 52e     | 1       |
| 2009             | 2009             | 50e     | 163     | 23e      | 89       | 23e     | 50      | -            | -            | -      | -      | 25e     | 24      |
| 2010             | 2010             | 48e     | 168     | 34e      | 40       | 13e     | 128     | -            | -            | -      | -      | -       | -       |
| 2011             | 2011             | 24e     | 329     | 23e      | 102      | 2e      | 227     | -            | -            | -      | -      | -       | -       |
| 2012             | 2012             | 52e     | 189     | 25e      | 91       | 20e     | 98      | -            | -            | -      | -      | -       | -       |
| 2013             | 2013             | 19e     | 356     | 8e       | 205      | 10e     | 151     | -            | -            | -      | -      | -       | -       |
| 2014             | 2014             | 23e     | 343     | 14e      | 197      | 9e      | 145     | -            | -            | -      | -      | -       | -       |
| 2015             | 2015             | 23e     | 360     | 12e      | 232      | 16e     | 128     | -            | -            | -      | -      | -       | -       |
| 2016             | 2016             | 75e     | 108     | 38e      | 33       | 26e     | 75      | -            | -            | -      | -      | -       | -       |

### Championnats du monde junior
- Stoneham 2000 :
  -  Médaille d'or au slalom géant.

### Coupe d'Europe
- 3e du classement général en 2006.
- Gagnant du classement de super G en 2004 et 2006.
- 21 podiums dont 5 victoires.

### Championnats d'Autriche
- Champion de descente en 2005.